# Ormiophasia costalimai
Ormiophasia costalimai är en tvåvingeart som beskrevs av Tavares 1964. Ormiophasia costalimai ingår i släktet Ormiophasia och familjen parasitflugor. Inga underarter finns listade i Catalogue of Life.